# Snoekalen
De snoekalen (Muraenesocidae) zijn een familie in de orde van de Palingachtigen (Anguilliformes).

## Lijst van geslachten
Volgens FishBase zijn er 6 geslachten.
- Congresox Gill, 1890
- Cynoponticus Costa, 1845
- Gavialiceps Alcock, 1889
- Muraenesox McClelland, 1844
- Oxyconger Bleeker, 1864
- Sauromuraenesox Alcock, 1889